# Дедюля, Светлана Анатольевна
Светлана Анатольевна Дедюля (уродж. Миклашевич; род. 9 февраля 1975 года) — заслуженный мастер спорта России (пауэрлифтинг).

## Биография
Родилась в поселке Усть-Майя Якутской АССР, жила в Якутске и Новокузнецке. Основная часть карьеры прошла в Хабаровске. Тренер - Е.В. Пупышев.
Выступая среди юниоров, дважды (1997, 1998) становилась чемпионкой России. В 1998 году стала чемпионкой Европы и мира.
С 1999 года выступала во взрослом разряде. Стала бронзовым призёром чемпионата России и обладателем Кубка России.
В 2000 году завоевала серебро чемпионата Европы и победила на чемпионате мира по жиму лёжа с мировым рекордом - 160 кг.
Чемпионка мира 2011 в категории до 75 кг. Победительница Всемирных игр 2001 года в тяжёлом весе. Чемпионка Европы.
Побеждила на чемпионате мира 2002.
Чемпионка России 2003. Победила на чемпионате мира 2003 с мировым рекордом - 657,5 кг. Установила мировые рекорды и в отдельных упражнениях: приседание - 255 кг и жим лёжа - 180 кг.
Побеждила на чемпионате Европы 2005 с мировым рекордом - 670 кг. На кубке России 2005 установила рекорды России в приседании (270 кг), жиме лёжа (210 кг) и в сумме (715 кг), при этом мировой рекорд был 657,5 кг.
Чемпионка России и Европы 2006 в категории до 82,5 кг.
Одержала победы на чемпионате и кубке России 2007. Чемпионка мира 2007 в категории до 82,5 кг.
Побеждает на чемпионате и кубке России 2008.
Победила на чемпионатах России 2009 по силовому троеборью и жиму. Побдила на чемпионате мира 2009 в Нью-Дели.
Побеждила на чемпионате России 2010. Стала чемпионкой мира 2010.
В последний год активной карьеры стала чемпионкой России 2011 по пауэрлифтингу, чемпионкой России по жиму лёжа. В мае 2011 года победила на чемпионате мира по жиму лёжа в категории до 84 кг с мировым рекордом - 200 кг.